# ژرژ مانجک
ژرژ کنستان مانجک (فرانسوی: Georges Constant Mandjeck‎؛ زادهٔ ۹ دسامبر ۱۹۸۸) بازیکن فوتبال اهل کامرون است.
از باشگاه‌هایی که در آن بازی کرده‌است می‌توان به اشتوتگارت، کایزرسلاوترن، رن و اوسر، مس و اسپارتا پراگ اشاره کرد.
وی همچنین در تیم ملی فوتبال کامرون بازی کرده‌است.